# Осада Венло
Осада Венло — осада испанскими войсками кардинал-инфанта Фердинанда Австрийского голландского города Венло в 1637 году в рамках Восьмидесятилетней войны с 1625 года.

## Предыстория
После потери крепости Шенкеншанс в апреле 1636 году Испания перешла к обороне в войне с Соединенными провинциями и Францией. В первые месяцы 1636 года граф-герцог Оливарес настаивал на необходимости вторжения во Францию. Кардинал-инфант Фердинанд Австрийский концентрировал свои войска в северном Брабанте, но в итоге был вынужден подчиниться Оливаресу и в конце мая возглавил вторжение. В начале операции испанцам удалось захватить большое количество крепостей и даже угрожать Парижу, но Фердинанд посчитал, что более амбициозные операции слишком рискованны, и поэтому отступил. Для кампании 1637 года Оливарес планировал возобновление наступления против Франции, и Фердинанд получил приказ вновь сосредотачивать войска на французской границе..
В июле штатгальтер Фредерик-Генрих Оранский воспользовался моментом и вступил в северный Брабант во главе армии из 18000 солдат и начал осаждать Бреду. 21 июля 1637 года кавалерийский отряд Генриха-Казимира I Нассау-Дитца попытался взять город с марша, но ворота были вовремя закрыты, и атака отбита. С 23 июля голландцы захватили ряд сел вокруг города, а затем начал возводить двойную линию осадных укреплений. Кардинал-инфант подошел к Бреде, но не нашел возможности снять осаду города и решил начать наступление против голландцев в долине реки Маас.

## Осада

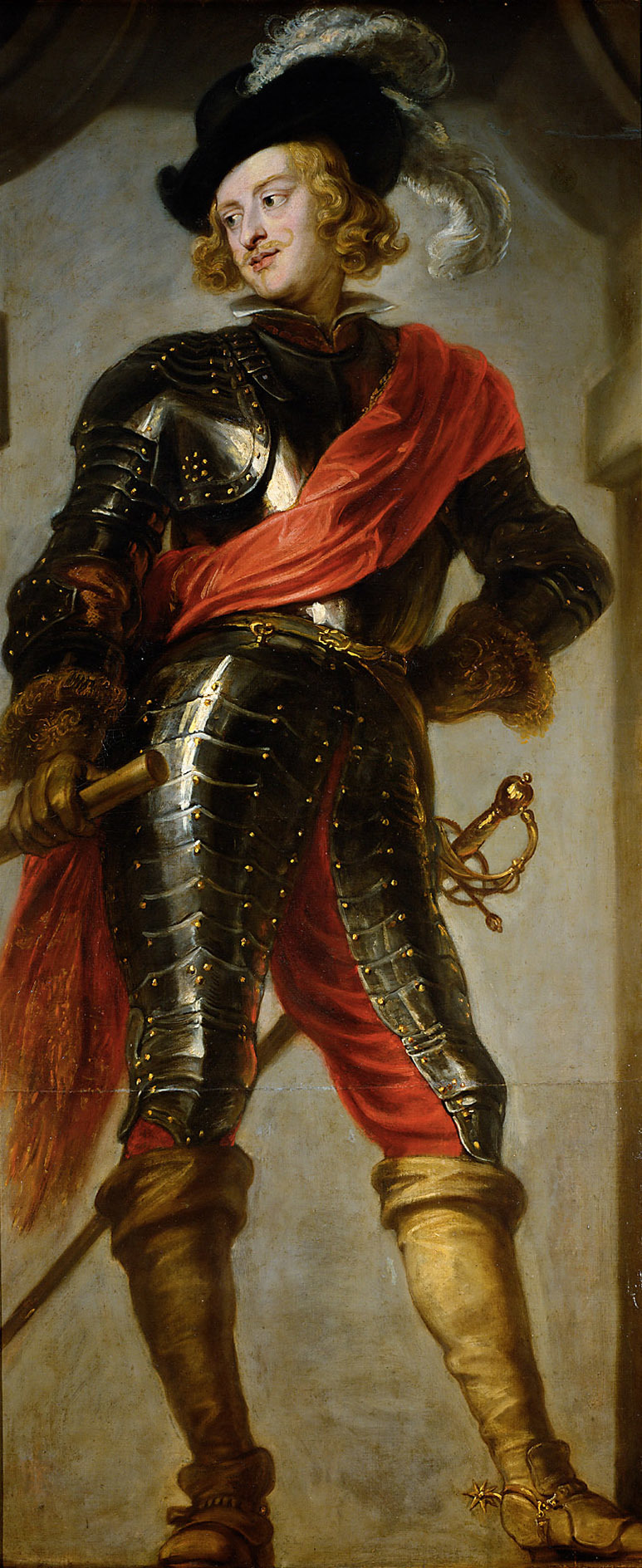
Кардинал-инфант Фердинанд Австрийский, худ. Я. ван ден Хуке.

Фердинанд Австрийский занял Тилбург и двинулся со своим войском к Хильваребеку, где его войска пересекли реку Доммел по мосту Гальдера, расположенному в одной лиге от Хертогенбоса, а затем расположился лагерем в Хелмонде, Недерверте и Роггеле. Фердинанд приказал маркизу Сигизмунду Сфрондрати пересечь Маас через мост в Геннепе и направиться к Венло, куда он прибыл на следующий день. К тому времени гарнизон города был предупрежден, но Фердинанд все равно решил захватить город и поручил эту задачу Сфондрати. Оборону Венло осуществлял губернатор Николас ван Бредероде, бастард благородного семейства ван Бредероде, имевший в своем распоряжении 15 рот пехоты численностью в общей сложности 1000 или 1200 человек.
Ван Бредероде посчитал, что у него недостаточно войск, чтобы защитить и внутреннюю, и внешнюю сторону города, поэтому он приказал своим войскам охранять ворота, а остальные участки обороны поручил ополченцам. Фердинанд прибыли в лагерь на следующий день и разделил свою армию на четыре отряда. Один из них был отдан под команду графа Яна Нассау, ещё два отряда возглавил граф Рибекур.
Когда лагерь был готов, испанцы начали рыть траншеи. В нескольких местах были установлены батареи из пяти пушек, которые начали бомбардировать город. Сначала гарнизон Венло отвечал на этот огонь своим артиллерийским огнём, но когда город в нескольких местах загорелся, горожане восстал против ван Бредероде и потребовали прекращения военных действий. В то же время женщины города поднялись на стены и молили испанцев о пощаде. Ван Бредероде в итоге решил отправить барабанщика по имени Корнель Портер для переговоров о капитуляции.

## Последствия
Фердинанд, удивленный легкостью своей победы, оставил небольшой гарнизон в Венло и продолжил своё наступление. Через неделю его кавалерия с марша захватила Рурмонд. Фердинанд собирался осаждать Граве, Неймеген или Маастрихт, но решил прекратить наступление из-за тревожных вестей об успехах французов на юге. Захват Венло и Рурмонда, тем не менее, были радостно встречены в Южных Нидерландах и позволили Фердинанду изолировать Маастрихт от Соединенных провинций. Однако Фредерик-Генрих отказался снять осаду Бреды, несмотря на эту неудачу, и город, наконец, капитулировал 11 октября. Потеря Бреды нанесла значительный удар по престижу Филиппа IV, поскольку Бреда был символом испанской власти в Европе.